# Батиагхата
Батиагхата (бенг. বটিয়াঘাটা, англ. Batiaghata) — город на юго-западе Бангладеш, административный центр одноимённого подокруга. Расположен в 10 км от города Кхулна, на берегах реки Казибачха. Площадь города равна 8,3 км². По данным переписи 2001 года, в городе проживало 6224 человека, из которых мужчины составляли 52,06 %, женщины — соответственно 47,94 %. Плотность населения равнялась 1750 чел. на 1 км².